# フランシス・ブレークモア
- フランシス・ブレイクモア

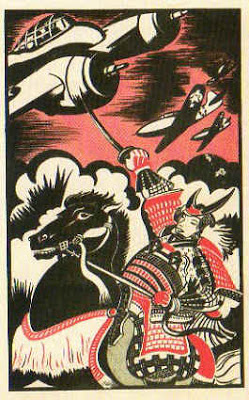
フランシス・ブレークモア作の伝単のイラスト(1945年頃)

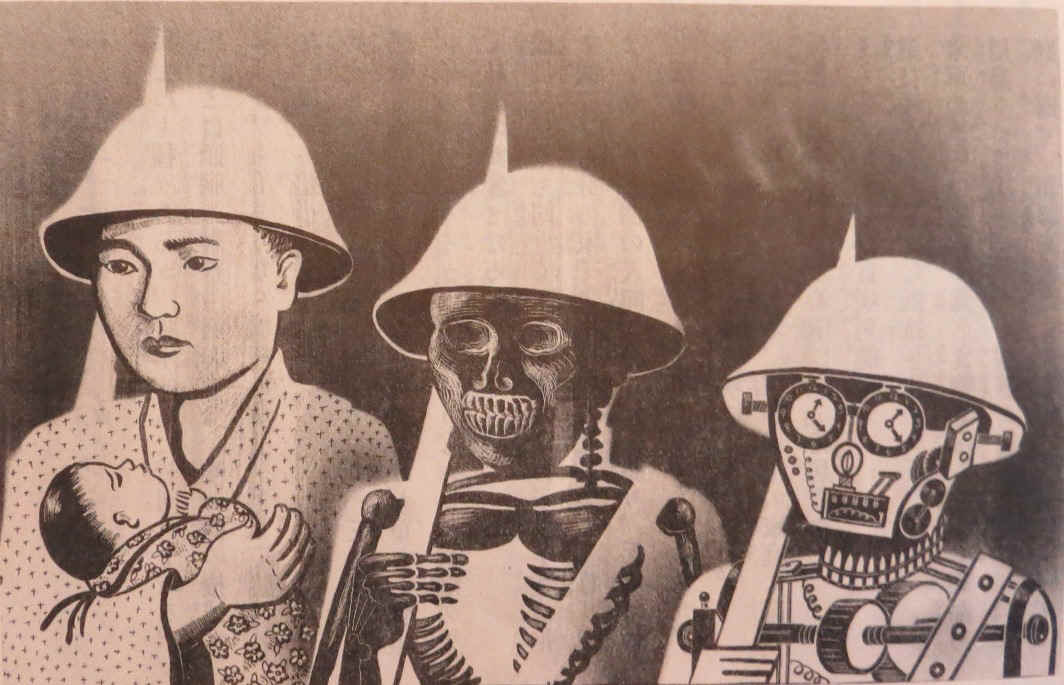
フランシス・ブレークモア作の伝単のイラスト(1940年代)

フランシス・ブレークモア（Frances Blakemore、1906年6月19日 - 1997年8月1日）とは、アメリカ合衆国の版画家、デザイナー、著者、キュレーター、美術品コレクター。50年以上日本で暮らした 。 フランシス・ベイカー（Frances Baker）、フランシス・ウィズマー（Frances Wismer）とも名乗った。

## 生涯
イリノイ州パーナにドイツ移民のジョージ・ウィズマーと妻エマの娘として生まれる。出生名はフランシス・リー・ウィズマー。1908年、父親がワシントン州スポケーンの80エーカーもの土地を籤で獲得。その地に家族で移り住み、食堂を開く。しかし1915年、彼女が9歳の時、父親が自動車事故で死亡。母親の再婚で、同州マブトンに引っ越す。1924年、高校を卒業。ワシントン大学に進学。卒業後は絵画塾を開いたり、大学の代用教員をしたり、手作りのジュエリーを販売したり、絵本を描いたり、地元企業向けにグラフィック・アートをデザインしたりしながら学校に通い、1935年にはBAを取得する。
この間、1929年にNorthwest Printmakersの第1回展示会にリノカット版画1セットを出品、『High Water at Moore's Point, Chelan』でPurchase Prizeを受賞する。翌1930年、シアトルの画家グレイス・ペリーと共同で『Twelve Block Prints of Lake Chelan』を出版
。
友人の美術学生たちはパリに住むことを夢見たが、彼女は違った。彼女は日本に魅せられていた。大学院生だったグレン・フレデリック・ベイカーと結婚後、東京に渡り、法政大学、慶應義塾大学、早稲田高等学院で美術と英語を教える。さらに『Japan News Week』のためにスケッチを描いたり、壁画を制作して生活費を得る。リノカット版画の制作とNorthwest Printmakersへの出典は続けていた。1940年、逮捕・勾留されることを怖れて日本を出国、第二次世界大戦中はホノルルで暮らし、戦争情報局で日本にばらまく伝単（宣伝謀略用のビラ）のデザインをする 。
終戦後の1946年、東京に戻る。連合国軍占領下の日本でGHQの民間情報教育局（CIE）に勤務。復興プロジェクト促進のパンフレットやポスターをデザインする。1949年、占領下日本での生活をユーモラスな二行連の絵本『Jeeper's Japan』を出版。占領が終わると、東京のアメリカ大使館で展示担当の主任となる。1952年にはオリバー・スタットラーとともに『Modern Prints』展を開催。この展覧会はアメリカにも巡回し、日本の創作版画運動を多くのアメリカ人に紹介した。この時期、彼女はリノカット版画からシルクスクリーンに切り替え、たまにコラグラフィー、エッチングも手掛ける。
1954年、アメリカ生まれの企業弁護士トーマス・ブレークモア（1915年-1994年）と結婚。夫婦でホテルオークラ東京にFranell Galleryを設立（1965年-1984年）。森義利や中山正といった版画家たちの作品に焦点を当てた。フランシス本人もシルクスクリーンと抽象絵画の創作を続け、1960年には国際文化会館で初の個展を開催した。さらに彼女は日本の織物と型紙を収集し、それらはアメリカやオーストラリアで展示された。1970年代には日本に関する2冊の本を出版。ともに4回再版されている 。
2008年、ドナルド・リチーは『ジャパンタイムズ』に次のような記事を書いた。「ブレークモアのスタイルはセザンヌから派生しているという点ではモダニズムだ（中略）他にディエゴ・リベラに影響を受けたキュビスムの要素もある。しかし、最も影響を受けたのは、彼女が日本で見て学んだもの、それと、彼女の友人であった柳宗悦、濱田庄司の民芸理論だ。とりわけ、最初にあった装飾的キュビストとしての関心は日本の型紙に夢中になったことで変質してしまった」
1980年代、家族でシアトルに引き揚げ、そこで余生を過ごした。 1990年にはアメリカ市民と永住者の東南アジア言語研究のための奨学金を給付するブレークモア財団を夫婦で設立。1994年に夫が失くなった後には、自身の作品と数百にもおよぶ日本の版画、織物などのコレクションをシアトル美術館、バーク自然史文化博物館、ヘンリー・アート・ギャラリーに寄付した。
1997年8月1日に91歳で死去。遺体はリンウッドのFloral Hills Cemeteryに埋葬された。

## レガシー
2007年、ブレークモアの伝記がブレークモア財団とワシントン大学によって発行された。
2011年、ブレークモアと彼女のデザインした伝単がPBSのドキュメンタリー番組『History Detectives』で紹介された。

## 著書
- Twelve Block Prints of Lake Chelan. Prosser, Washington: H.P. Hamaker. (1930)
- We the Blitzed: A Diary in Cartoons of Hawaii at War. Honolulu: Advertiser Publishing Company, Limited. (1943) ASIN B0007G53OU ※フランシス・ベイカー名義
- Jeeper's Japan. Tokyo: Toppan. (1949) ASIN B0007JX3XA ※フランシス・ベイカー名義
- Who's Who in Modern Japanese Prints. Weatherhill. (1975) ISBN 978-0834801011 ※フランシス・ブレークモア名義
- Japanese Design: Through Textile Patterns. Weatherhill. (1978) ISBN 978-0834801325 ※フランシス・ブレークモア名義